# Бабиндол
Бабиндол (слч. Babindol) насељено је мјесто са административним статусом сеоске општине (слч. obec) у округу Њитра, у Њитранском крају, Словачка Република.

## Становништво
| Година:    | 1994. | 2004. | 2014.    | 2024.   |
| ---------- | ----- | ----- | -------- | ------- |
| Број људи: | 0     | 650   | 727      | 768     |
| Разлика:   |       | –     | +11,84 % | +5,63 % |

| Година:    | 2023. | 2024.   |
| ---------- | ----- | ------- |
| Број људи: | 773   | 768     |
| Разлика:   |       | -0,64 % |

Према подацима о броју становника из 2011. године насеље је имало 692 становника.